# Udałoj
Udałoj (ros. Удалой) – radziecki, następnie rosyjski niszczyciel rakietowy, główny okręt projektu 1155, nazywanego też typem Udałoj (ozn. NATO Udaloy). Klasyfikowany oficjalnie jako duży okręt przeciwpodwodny. W czynnej służbie od 1980 do 1996 roku, wchodził w skład Floty Północnej.

## Budowa i opis techniczny
„Udałoj” był okrętem prototypowym projektu 1155 (Friegat), znanego też przez to nieformalnie jako typ Udałoj, a w kodzie NATO oznaczonego jako: Udaloy. Okręt został wciągnięty na listę floty już 14 kwietnia 1976 roku. W odróżnieniu od kolejnych okrętów typu, otrzymał nazwę przymiotnikową (pol. dziarski), a nie od dowódców wojskowych. Stępkę położono 23 lipca 1977 roku w stoczni Jantar w Królewcu (numer budowy 111), okręt został zwodowany 5 lutego 1980 roku, zaś do służby wszedł 31 grudnia 1980 roku.
Okręty projektu 1155 były klasyfikowane jako duże okręty przeciwpodwodne (ros. bolszoj protiwołodocznyj korabl, BPK), niemniej na zachodzie powszechnie uznawane są za niszczyciele. Ich zasadniczym przeznaczeniem było zwalczanie okrętów podwodnych, w tym celu ich główne uzbrojenie stanowiło osiem wyrzutni rakietotorped Rastrub-B z ośmioma pociskami i osiem wyrzutni torped kalibru 533 mm przeciw okrętom podwodnym. Ich możliwości w zakresie zwalczania okrętów podwodnych rozszerzały dwa śmigłowce pokładowe Ka-27PŁ. Uzbrojenie przeciwpodwodne uzupełniały dwa dwunastoprowadnicowe miotacze rakietowych bomb głębinowych RBU-6000. Uzbrojenie artyleryjskie stanowiły dwa pojedyncze działa uniwersalne kalibru 100 mm AK-100 na dziobie oraz dwa zestawy artyleryjskie obrony bezpośredniej w postaci dwóch par sześciolufowych naprowadzanych radarowo działek 30 mm AK-630M (łącznie cztery działka). Uzbrojenie rakietowe według projektu miało składać się z dwóch kompleksów pocisków rakietowych bliskiego zasięgu Kinżał, każdy w składzie czterech bębnowych wyrzutni pionowych, po jednym na dziobie i na rufie. Z powodu opóźnień dostaw, pierwsze okręty projektu 1155 nie otrzymały jednak całego przewidzianego projektem wyposażenia i „Udałoj” nie otrzymał w ogóle wyrzutni rakiet Kinżał i ich stacji naprowadzania.
Okręty wyposażone były w odpowiednie środki obserwacji technicznej, w tym kompleks hydrolokacyjny Polinom z antenami w gruszce dziobowej, podkilową i holowaną. „Udałoj” otrzymał starsze stacje radiolokacyjne Topaz na maszcie dziobowym oraz Topaz-W na maszcie rufowym, zamiast przewidzianych projektem stacji Podkat i Friegat-MA, oraz nie otrzymał wyrzutni celów pozornych PK-10, a jedynie dwie PK-2.
Napęd stanowią dwa zespoły turbin gazowych M9 w systemie COGAG, napędzające po jednej śrubie. Każdy składa się z turbiny marszowej D090 o mocy 9000 KM i turbiny mocy szczytowej DT59 o mocy 22 500; łączna moc napędu wynosi 63 000 KM. Prędkość maksymalna wynosiła 29 węzłów, a ekonomiczna 18 węzłów.

## Służba
„Udałoj” od 24 stycznia 1981 roku wchodził w skład Floty Północnej. W dniach 26–30 marca 1984 złożył wizytę w Hawanie na Kubie.
Między 24 października 1988 a 19 stycznia 1990 roku był remontowany w Kronsztadzie. Po rozpadzie ZSRR został przejęty wraz z Flotą Północną przez marynarkę wojenną Rosji. W 1996 roku okręt został wycofany do rezerwy. 16 sierpnia 1997 roku „Udałoj” został skreślony ze stanu Floty Północnej. Według innych źródeł, skreślono go z listy floty w 2001 roku, po czym w 2002 roku został złomowany w Murmańsku.